# 292160 Davefask
292160 Davefask è un asteroide della fascia principale. Scoperto nel 2006, presenta un'orbita caratterizzata da un semiasse maggiore pari a 2,5580819 UA e da un'eccentricità di 0,1160730, inclinata di 14,05723° rispetto all'eclittica.
L'asteroide è dedicato al psicologo statunitense David Fask.